# Kasuya Takenori
Kasuya Takenori est un nom japonais traditionnel ; le nom de famille (ou le nom d'école), Kasuya, précède donc le prénom (ou le nom d'artiste).
Kasuya Takenori (糟屋 武則, 1562-1607) est un samouraï de l'époque Azuchi-Momoyama, au service du clan Toyotomi. Deuxième fils de Kasuya Tadayasu, un obligé du clan Bessho de la province de Harima, il porte le titre de Naizen no kami (内膳正). À la suite de la campagne de Chūgoku, Takenori devient page de Toyotomi Hideyoshi sur la recommandation de Kuroda Yoshitaka. Takenori accède à la notoriété en raison de ses faits d'armes à la bataille de Shizugatake, où il se fait connaître comme une des « sept lances de Shizugatake » et, pour cette distinction, il obtient une allocation de 3 000 koku de Hideyoshi. Il participe à la guerre Imjin, ce qui lui vaut de recevoir le château de Kakogawa dans la province de Harima.
À la bataille de Sekigahara, il est le seul membre des « sept lances » à se ranger du côté de l'armée de l'Ouest d'Ishida Mitsunari et prend part à l'attaque du château de Fushimi. Tandis que ses avoirs sont confisqués après la bataille, sa famille reçoit par la suite une allocation de 500 koku, ainsi que le statut de hatamoto par les soins de la famille Tokugawa. En dépit de cette légère restauration de fortune de la famille, la lignée Kasuya s'éteint peu après la mort de Takenori.
De nos jours, le très long yari de Takenori est exposé au musée municipal de Nagahama au château de Nagahama.
Tandis qu'il est lui-même très célèbre, Takenori a d'autres parents fameux. Son frère est compagnon d'armes du guerrier Kasuya Tomomasa de la période Sengoku, tandis que son neveu est le fameux archer et obligé du domaine d'Aizu, Kasuya Takenari (糟屋 武成).

## Source de la traduction
- (en) Cet article est partiellement ou en totalité issu de l’article de Wikipédia en anglais intitulé « Kasuya Takenori » (voir la liste des auteurs).